# Trichopeltum
Trichopeltum is een geslacht in de familie Microthyriaceae. De typesoort is Trichopeltum hawaiiense.

## Soorten
Volgens Index Fungorum telt het geslacht vier soorten (peildatum januari 2024):
| Soortnaam                | Auteur(s)           | Publicatiejaar |
| ------------------------ | ------------------- | -------------- |
| Trichopeltum africanum   | Bat. & Marasas      | 1966           |
| Trichopeltum carissae    | (Doidge) Marasas    | 1966           |
| Trichopeltum hawaiiense  | Bat. & C.A.A. Costa | 1958           |
| Trichopeltum kentaniense | (Doidge) Marasas    | 1966           |